# گلاداکسه، کمون دانمارک
گلاداکسه (به دانمارکی: Gladsaxe Municipality) یک منطقهٔ مسکونی در دانمارک است که در استان هوودستادن واقع شده‌است. شهرداری گلاداکسه ۲۵ کیلومتر مربع مساحت و ۶۹٬۶۸۱ نفر جمعیت دارد.

## خواهرخوانده
شهرهای نویبراندنبورگ، میندن، کلاگن‌فورت، کشالین، اسپلیت، سولنا، شارلوتنبورگ-ویلمرسدورف، گنیی، Narsaq و Wilmersdorf خواهرخوانده‌های شهرداری گلاداکسه هستند.